# Ministerium für religiöse Stiftungen und Islamische Angelegenheiten (Kuwait)
Das Ministerium für religiöse Stiftungen und Islamische Angelegenheiten (arabisch وزارة الأوقاف والشؤون الإسلامية, DMG Wizārat al-Auqāf wa-š-šuʾūn al-islāmīya) repräsentiert Kuwaits religiöse Körperschaften. 
Innerhalb des Landes betreut das Ministerium die zahlreichen staatlichen Moscheen und Imame und stellt Chatibs (Prediger) und Muezzine (Ausrufer zum Gebet) an. Es hilft und berät auch Bürger sowohl in persönlichen als auch in rechtlichen Fragen. 
International hilft das Ministerium weltweit bei der Unterstützung von Islamischen Zentren, Schulen und Instituten durch finanzielle und andere Mittel. 
Darüber hinaus organisiert es die Haddsch-Pilgerfahrt der Kuwaitis nach Mekka und organisiert Spendenaufrufe. Außerdem druckt und vertreibt es Bücher und Broschüren über den Islam und organisiert Vorträge in Zusammenarbeit mit anderen Organisationen in Kuwait.
Es ist Herausgeber einer Enzyklopädie des islamischen Rechts, eines  Nachschlagewerkes zum islamischen Recht.

## Minister (Auswahl)
- Muhammad al-Dschabri